# HkB 600
Die Triebwagen der Serie HkB 600 waren Gleichstromtriebwagen mit einer Betriebsspannung von 600 V. Sie wurden von Skabo jernbanevognfabrik und Norsk Elektrisk & Brown Boveri (NEBB) 1951 (601–608) und 1955 (609–612) für die A/S Holmenkolbanen gebaut.

## Vorgeschichte
AS Holmenkolbanen begann 1910 mit dem Einsatz von Drehgestellwagen, zunächst mit Endeinstiegswagen. Ab 1916 wurden Wagen mit großen Mitteleinstiegen gebaut, ab 1951 Fahrgastfluss-geeignete Wagen mit großen Einstiegstüren hinten und kleineren Ausstiegstüren vorne und in der Mitte. Dieses Prinzip bei Straßenbahnen entstand vor dem Ersten Weltkrieg in den USA, wurde in Skandinavien aber erst kurz nach dem Zweiten Weltkrieg 1947 bei den neuen Straßenbahnwagen in Bergen und im selben Jahr bei Bussen in Oslo eingeführt. Die Fahrgäste sollten schnell auf einer geräumigen Plattform ganz hinten einsteigen und der Zug abfahren, während ein sitzender Schaffner jeden Fahrgast abfertigen konnte, bevor diese im Wagen weiter nach vorn gingen und schließlich durch die Ausgangstüren aussteigen. Vorher war es üblich, dass der Schaffner nach draußen ging, dann das Abfahrtssignal gab und anschließend die Fahrgäste abfertigte, die sich bereits gesetzt hatten.

## Lieferung der Baureihe
Die Wagen 601–608 wurden 1951 geliefert, um die Erweiterung der Røabane und die olympischen Veranstaltungen des folgenden Jahres abzudecken. Es wurde entschieden. die Wagen in Holz zu bauen, obwohl 1939 und 1947 bereits Stahlwagen geliefert worden waren. Hölzerne Wagen waren billiger zu bauen. Dies wurde beibehalten, solange AS Holmenkolbanen eigenständig war.
Die von Skabo gebauten Fahrzeuge mit Teakholzverkleidung erhielten von NEBB die elektrische Einrichtung.
Der Fahrgastfluss wurde von den Fahrgästen jedoch nicht akzeptiert. Um das Aufrücken innerhalb des Wagens zu erleichtern, wurde die Zahl der Sitzplätze reduziert. Nach der Abfertigung am Schaffnerplatz konkurrierten die Fahrgäste um die wenigen Sitzplätze. Die Leitung der Gesellschaft war anderer Meinung, da sich die Fahrgastwechselzeiten verkürzten und die Zahl der Schwarzfahrer verringert werden konnte. 1955 wurden deshalb vier weitere Wagen, 609–612, bestellt und mit dem Umbau der älteren Wagen begonnen.
Die Wagen 601–608 wurden mit Scharfenbergkupplung geliefert, die 609–612 bekamen Schraubkupplungen und wurden paarweise eingesetzt: 609 und 610 sowie 611 und 612. Die Wagen mit Scharfenbergkupplung waren sowohl einzeln als auch paarweise im Einsatz.
Bei der ersten Serie wurde der Fahrgastraum mit Zwischenwänden vom Führerraum abgeteilt, die bei der zweiten Serie entfielen. Später wurden die Zwischenwände der ersten Serie entfernt, so dass sich der Fahrgastraum über die gesamte Länge des Wagens erstreckte.

## Modernisierung
In den 1980er Jahren wurden die Wagen modernisiert und für Einmannbetrieb umgebaut. Der Schaffnersitz wurde entfernt, ebenso die Stirnwandtüren in den Führerständen. Die dreiteiligen Einstiegstüren wurden durch zweiteilige, die gerundeten Eckfenster durch flache ersetzt, zudem neue Scheinwerfer, Sandstreuer und eine Totmanneinrichtung eingebaut. Der Wippenstromabnehmer wurde durch einen modernen Einholmstromabnehmer ersetzt. Alle zwölf Wagen erhielten den gleichen Kupplungstyp (Scharfenbergkupplung) und konnten serienunabhängig mehrfach gekuppelt werden. Die Arbeiten wurden im Zeitraum 1981 bis 1987 teils in Strømmens Værksted, teils in der eigenen Werkstatt ausgeführt. Nach einem schweren Unfall, bei dem sich der 606 in Midtstuen überschlug, erhielten die Wagen zwei Bremszylinder. Später wurden nach einem kleinen Unfall alle Sitzlehnen verschweißt.
1975 erfolgte eine Umstrukturierung, Holmenkolbanen wurde eine Tochtergesellschaft von Oslo Sporveier (HKB – Oslo Sporveier)
Der Wagen 607 geriet im August 1978 nach einem Zusammenstoß in Brand und wurde am 16. August 1978 ausgemustert. Das gleiche Schicksal erlitten die Wagen 606 und 608 im Jahre 1987, der 608 wurde am 16. Oktober 1987 und der 606 am 22. Oktober 1987 ausgemustert.
Nach der Ende 1992 erfolgten endgültigen Auflösung von A/S Holmenkolbanen gingen die Triebwagen 601–605 und 609–612 in den Bestand von AS Oslo Sporveier über. Dort wurden sie bis 1995 im Planeinsatz verwendet, bis die Tunnelstrecke bis zum Nationaltheater unterbrochen wurde. Danach wurden die Wagen bis 1999 sporadisch, meist für Sonderverkehre, eingesetzt.

## Verbleib
Die Wagen 601, 603, 610 und 612 wurden 2001 verschrottet. Die Wagen 604 (13. Januar 1995), 609 und 611 (beide 2001) wurden ausgemustert. Sie sind vorhanden und im Bestand der Muttergesellschaft Sporveien A/S. Die Fahrzeuge sind nicht öffentlich hinterstellt: 604 in Alnabru sowie 609 in Follum und 611 in Ringerike.
Wagen 602 wurde am 13. Januar 1995 ausgemustert und bis 2001 als Schmierfahrzeug verwendet. Danach wurde er bis 2011 abgestellt und in diesem Jahr an Lokaltrafikkhistorisk Forening (LTF) übertragen. Er ist nicht öffentlich zugänglich in Follum hinterstellt.
Wagen 605 wurde 1995 abgestellt und als Museumsfahrzeug nach Amersfoort in die Niederlande verkauft.